# Івашко Лілія
Лі́лія Іва́шко — українська спортсменка, яка виступала у фехтуванні, шпажистка.

## З життєпису
Здобула бронзову медаль на Чемпіонаті світу з фехтування 1993 року в командному заліку — Алла Миронюк, Лілія Івашко, Анна Гаріна, Вікторія Титова та Наталія Грузинська.
Тренер — Яковенко Павло Дмитрович.